# Nueva Magdalena
Nueva Magdalena är en ort i Mexiko.   Den ligger i kommunen Benemérito de las Américas och delstaten Chiapas, i den sydöstra delen av landet, 1 000 km öster om huvudstaden Mexico City. Nueva Magdalena ligger 166 meter över havet och antalet invånare är 118.
Terrängen runt Nueva Magdalena är platt. Runt Nueva Magdalena är det glesbefolkat, med 16 invånare per kvadratkilometer. Närmaste större samhälle är Arroyo Delicias, 8,0 km söder om Nueva Magdalena. I omgivningarna runt Nueva Magdalena växer i huvudsak städsegrön lövskog.